# 德拉戈曼
42°55′N 22°56′E / 42.917°N 22.933°E

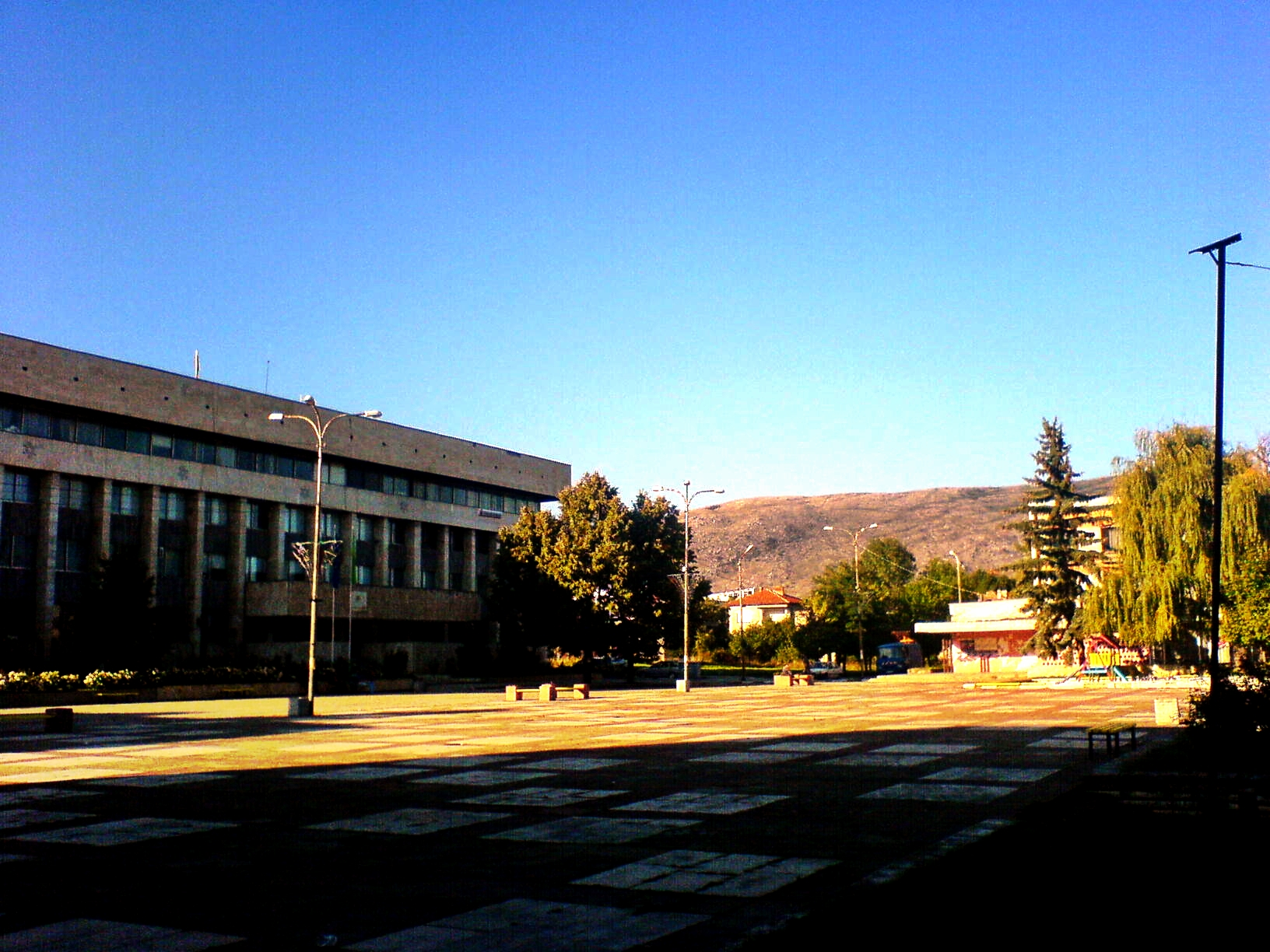

德拉戈曼是保加利亞西部索菲亞州德拉戈曼市鎮的城鎮及行政中心，距離首都索菲亞45公里，毗鄰與塞爾維亞接壤的邊境，海拔高度703，受大陸性氣候影響，2011年人口5,362，居民主要信奉東正教。